# De Montfort University

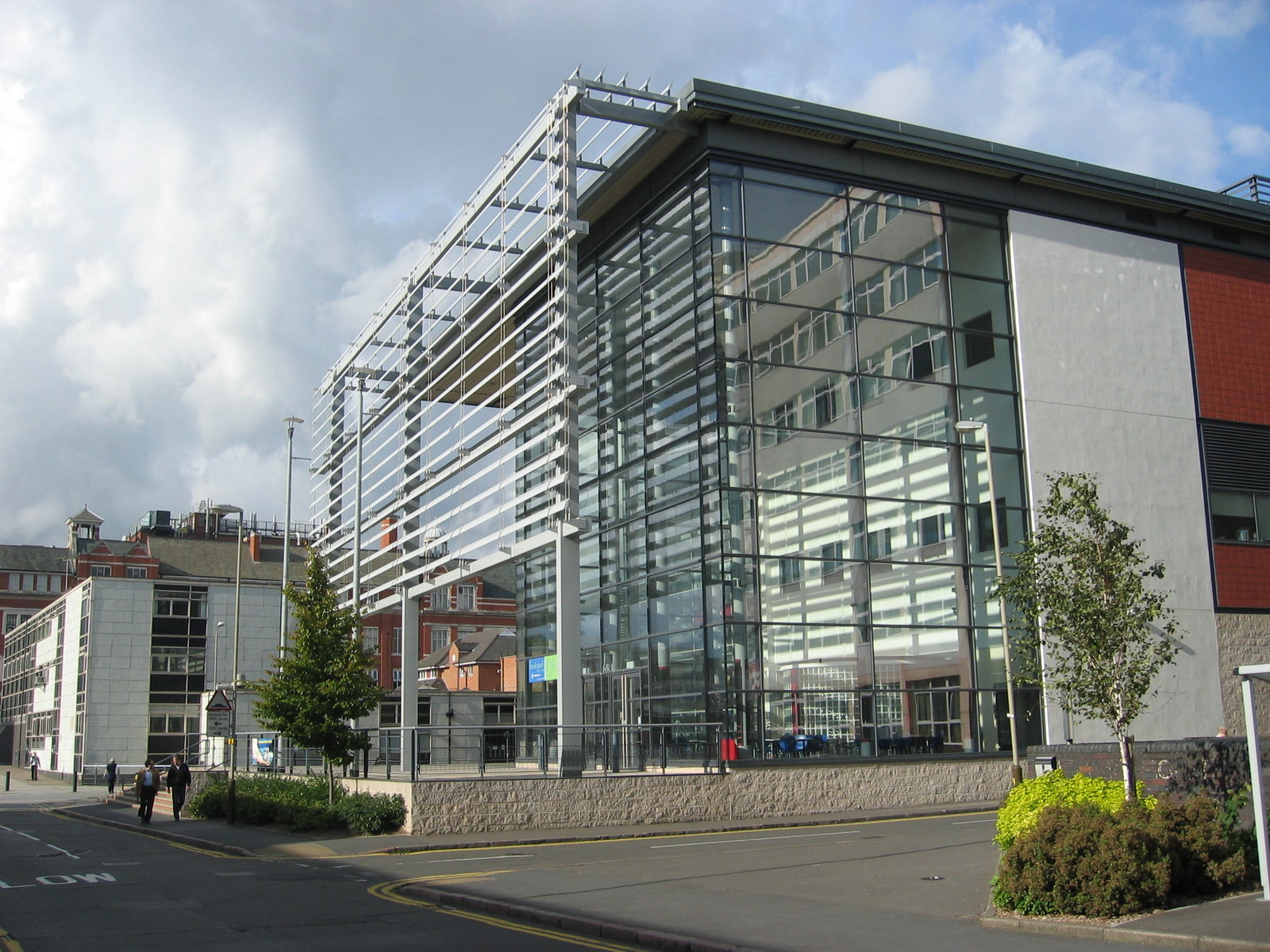
De Montfort University Campus Centre (2010)

Die De Montfort University (DMU) ist eine staatliche Universität in Leicester in der Grafschaft Leicestershire, im Vereinigten Königreich, etwa 140 km nördlich von London. Die Universität ist relativ jung und wurde 1992 gemäß dem Further and Higher Education Act gegründet. Ihr Name De Montfort University geht auf Simon de Montfort zurück, einen Earl of Leicester aus dem 13. Jahrhundert.
An der De Montfort University studieren rund 27.000 Voll- und Teilzeitstudierende, sie hat über 3200 Mitarbeiter und hatte 2014 ein Budget von rund 168 Millionen Pfund. Die Universität ist in die vier Fakultäten Kunst, Design und Geisteswissenschaften (Art, Design, Humanities); Wirtschaft und Recht (Business Administration and Law); Gesundheits- und Biowissenschaften (Health & Life Science); sowie Informatik, Ingenieurwesen und Medien (Computing, engeneering and math) gegliedert. 
Schwerpunkt der Universität ist die nachhaltige Entwicklung mit dem mit einem Fokus auf Frieden, Gerechtigkeit und starke Institutionen. Sie ist Mitglied der Association of Commonwealth Universities.
Beannt ist die DMU auch für eine Reihe von Sport-Mannschaften. An der Universität findet Großbritanniens größtes karibisches Festival außerhalb Londons sowie die größten hinduistsichen Diwali-Feierlichkeiten außerhalb Indiens statt.